# Josef Řehák
Josef Řehák (* 25. července 1994, Praha) je český fotbalový brankář, syn asistenta trenéra SK Slavia Praha Pavla Řeháka. Po několika hostováních je od sezony 2019/2020 trvale gólmanem druholigového klubu FC Sellier & Bellot Vlašim.

## Klubová kariéra
Svoji fotbalovou kariéru začal v SK Slavia Praha, kde prošel všemi mládežnickými kategoriemi. Během mládežnických let působil také v klubu FC Jílové. V roce 2013 se propracoval ve Slavii do prvního týmu. V zimním přestupovém období ročníku 2014/15 zamířil na půlroční hostování do týmu FK Kolín. S klubem bojoval o záchranu ve 2. nejvyšší soutěži, která se nezdařila, a tým sestoupil po skončení sezony do ČFL. V létě 2015 se vrátil do Slavie kde se vypracoval na post třetího gólmana v A týmu. V roce 2017 odešel na hostování do FC MAS Táborsko a poté do FK Viktoria Žižkov, kde nedostal větší příležitost. Po návratu z hostování přestoupil v zimě 2018 do FC Sellier & Bellot Vlašim hrající Fortuna Národní ligu, kde až do konce sezony zastával pozici brankářské jedničky. Před začátkem sezony 2018/19 zamířil hostovat do třetí ligy, do klubu TJ Štěchovice. Jaro 2019 však odchytal zpět ve Vlašimi, kde si vydobyl místo v základní sestavě a v rámci sezony 2019/2020 bude ve Vlašimi zastávat post gólmanské jedničky.